# Luis Rizzo
Luis Rizzo ( Buenos Aires, Argentina, 25 de enero de 1945 – Moissy-Cramayel, departamento de Sena y Marne, 26 de febrero de 2007) fue un guitarrista, compositor y arreglista dedicado al género del tango.

## Vida personal
Nació en el barrio de Liniers de Buenos Aires y estudió música con Julio Ferreyra y Roberto Lara y, en armonía, Pedro Aguilar.

## Actividad profesional
En 1970 integró el Quinteto Guardia Nueva creado por Daniel Binelli y Juan José Mosalini, que se presentó en la Facultad de Medicina, Teatro General San Martín, Radio Municipal y en recitales organizados por SADAIC además de grabar para la discográfica Fermata de Ben Molar. Participó en el Trío Contemporáneo creado por Domingo Moles en 1967 en el Trío Buenos Aires creado por Walter Ríos y en agrupaciones dirigidas por Osvaldo Manzi.
Acompañó como solista a cantantes de tango de la talla de María Garay, Miguel Ángel Trelles, Eduardo Madeo, Josefina, Ernesto Rondó, Reynaldo Anselmi, Héctor Morano y María José Mentana.
Entre las obras de su autoría se encuentran las suite El barrio e Imágenes porteñas.
Tras su desaparición, sus obras (tangos, milongas y valses argentinos) son interpretadas en concierto y grabadas por otras agrupaciones musicales del mundo.
Con sus conjuntos
- 1988 : Tangos d'hier et d'aujourd'hui (trio)
- 1990 : Tristesse (quartet)
- 1993 : Desde El Anden (duo)[10]
- 1995 : Suite el Barrio (quinteto)
- 1999 : Opustango (quinteto)[11]
- 2004 : Tangos et cie (duo)

Como solista invitado
- 1970 : Tango de vanguardia

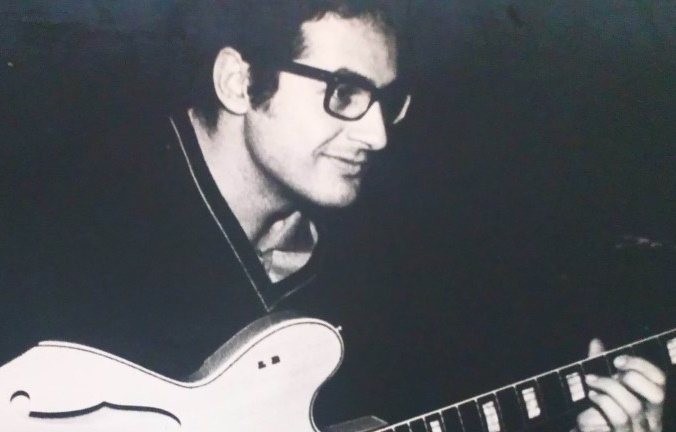
Luis Rizzo en 1966

- 1987 : Quintet Tango (Osvaldo Piro Quinteto)
- 1994 : Polvere nella mente (Arlo Bigazzi)
- 1996 : Buenos Aires Tango (Compaña de Danza Argentina)

## Composiciones
Tangos
- Agosto y final
- Cara y cruz
- Chipi
- Chirolas
- Cybertango
- Desde el andén
- El color de tu sombra
- Elogio del Tango
- Entre vos y yo
- Gris ausencia
- Malambo
- Opustango
- Retorno
- Solo cuando llueve
- Con T de Tango
- Tristesse
- Val de abril

Milongas
- Cadenciosa
- El bailarín

Valses
- Vuelo solitario
- Los que llegan del sur
- Los juegos de tu fantasía

Canciones
- Rue des cascades
- Regards croisés